# Kateryna Rubczakowa
Kateryna Andrijiwna Rubczak (Rubczakowa; ukr. Катерина Андріївна Рубчакова), z domu Kossak (ur. 17 kwietnia?/29 kwietnia 1881 w Czortkowie, zm. 22 listopada 1919 w Zińkiwci) – ukraińska aktorka i śpiewaczka operowa (sopran).

## Życiorys
Pochodzi ze słynnej ukraińskiej rodziny artystycznej. Uczyła się w Czortkowie, gdzie zadebiutowała w lokalnym chórze. Karierę rozpoczynała pod kierownictwem Stepana Janowycza, Koscia Pidwysockoho i Mychajła Kossaka, jej brata. W 1896, mając 16 lat, wstąpiła do Ruśkoho narodnoho teatru we Lwowie, gdzie do 1914 występowała jako aktorka. Dalszą naukę pobierała w czortkowskim muzyczno-dramatycznym studiu teatralnym pod kierunkiem Josypa Stadnyka. Tam też w latach 1901–1902 uczyła się śpiewu.
Kierowała trupami Teatru Strzeleckiego (1916–1918), teatru Ukraińskiej Besidy we Lwowie (1916–1918; w latach 1917–1918 dyrektorka teatru), Teatru w Czerniowcach (1919), teatru w zachodniej prowincji Ukraińskiej Republiki Ludowej (1919). W 1919 występowała na deskach Nowoho lwiwśkoho teatru na Podkarpaciu i Podolu.
Przez prawie ćwierć wieku uważana była za primadonnę sceny galicyjskiej. Jej talent dostrzegły takie osoby jak Amwrosij Buczma, Mykoła Sadowski, Hnat Jura, Marian Kruszelnycki, Łeś Kurbas czy Stepan Czarnecki, który o jej występie w dramacie Wynnyczenki pt. Czorna Pantera j Bilyj Wedmidź pisał:
|  | На перший план вибилася між виконавцями Рубчакова, яка, відтворюючи Чорну Пантеру, була особливо в II дії просто знаменита. Na pierwszym planie, wśród artystów, wyróżniała się Rubczakowa, która, grajac Czarną Panterę, była, szczególnie w II akcie, po prostu znamienita. |

Jej rozległy i zróżnicowany repertuar składał się z 79 ukraińskich i zachodnioeuropejskich dramatów, 27 operetek (m.in. Johanna Straussa, Arthura Sullivana i Franza Lehára) i 18 oper. Występowała głównie na scenach Galicji i Bukowiny, m.in. u boku Łesia Kurbasa (w dramacie Ukradene siastia Iwana Franki, zyskując uznanie krytyków) czy Mariji Zankowećkiej. Zachowały się trzy nagrania pieśni w jej wykonaniu, dokonane na płytach w 1910.
Zmarła na tyfus 22 listopada 1919. W 1958 ciało jej ekshumowano i przewieziono do Tarnopola.

### Życie prywatne
Siostra Mychajła, dyrygenta i kompozytora, Wasyla, śpiewaka operowego, aktora i reżysera, Antoniny Diakowej i Mariji Kostiw-Kossakiwnej.
Zawarła związek małżeński z Iwanem Rubczakiem, aktorem i śpiewakiem operowym (bas), z którym miała trzy córki: Olhę, Jarosławę i Nadiję, również aktorki.

## Upamiętnienie
Jedna z ulic Czortkowa nosi imię Kateryny Rubczakowej. Tam też w 1991 postawiono jej pomnik (autorstwa Dmytra Otećka). W 1981 UNESCO uczciło setną rocznicę jej urodzenia.